# Mount Lucania
Mount Lucania je s nadmořskou výškou 5 240 metrů
jednou z nejvyšších hor Severní Ameriky
a třetí nejvyšší hora Kanady,
po Mount Logan a Mount Saint Elias. Mount Lucania leží v severní části pohoří sv. Eliáše, na jihozápadě teritoria Yukon, v blízkosti hranice s Aljaškou. Nachází se 50 kilometrů severně od hory Mount Logan.
Horský masiv má tři další nižší vrcholy: Mount Lucania-Central Peak (5 040 m), Mount Lucania-Northeast Peak (4 957 m) a Mount Lucania-Atlantic Peak (4 879 m).